# Evropská dálková trasa E8
Evropská dálková trasa E8 neboli E8 je jednou z evropských dálkových tras, která vede napříč Evropou v délce 4700 km z irského Corku na bulharsko-tureckou hranici.

## Průběh
Trasa začíná v irském Corku na pobřeží Atlantského oceánu.  Pokračuje Spojeným královstvím kde začíná v Liverpoolu a končí v Kingston upon Hull. Následně vstupuje v nizozemském Rotterdamu na pevninu. Poté prochází územím Německa a Rakouska a hraničním přechodem Hainburg – Bratislava/Petržalka vstupuje na území Slovenska. Odtud pak pokračuje do Polska, odtud by v budoucnosti měla dále pokračovat přes Ukrajinu a Rumunsko do Bulharska, kde skončí ve Svilengradu, na státní hranici s Tureckem. Do budoucna není vyloučeno ani její další pokračování dále do Turecka.
- (celkem 600 km): Dursey Head v hrabství Cork, Kenmare, Killarney, Shrone, Dublin
- (celkem 300 km): Liverpool, Kingston upon Hull
- (celkem 140 km): Rotterdam, Nijmegen
- (celkem 1500 km): Koblenz, kde se rozvětvuje na sever (Odenwald) nebo na jih (Neckar)
- (celkem 500 km): Passau, Vídeň, Hainburg an der Donau
- (celkem 750 km): Bratislava, Trenčín, Malý Šturec, Telgárt, Dukelský průsmyk
- (celkem 200 km): Beskydy hranice s Ukrajinou
- (celkem 1460 km) od hraničního přechodu Sighetu Marmației k Železným vratům na rumunsko-bulharsko-srbském trojúhelníku
- (celkem 400 km): Mezek, Svilengrad na hranici s Tureckem

## Délka
Celkem tato Evropská dálková trasa (E8) měří 4390 kilometrů.

## Průběh trasy na území Slovenska (Cesta SNP)

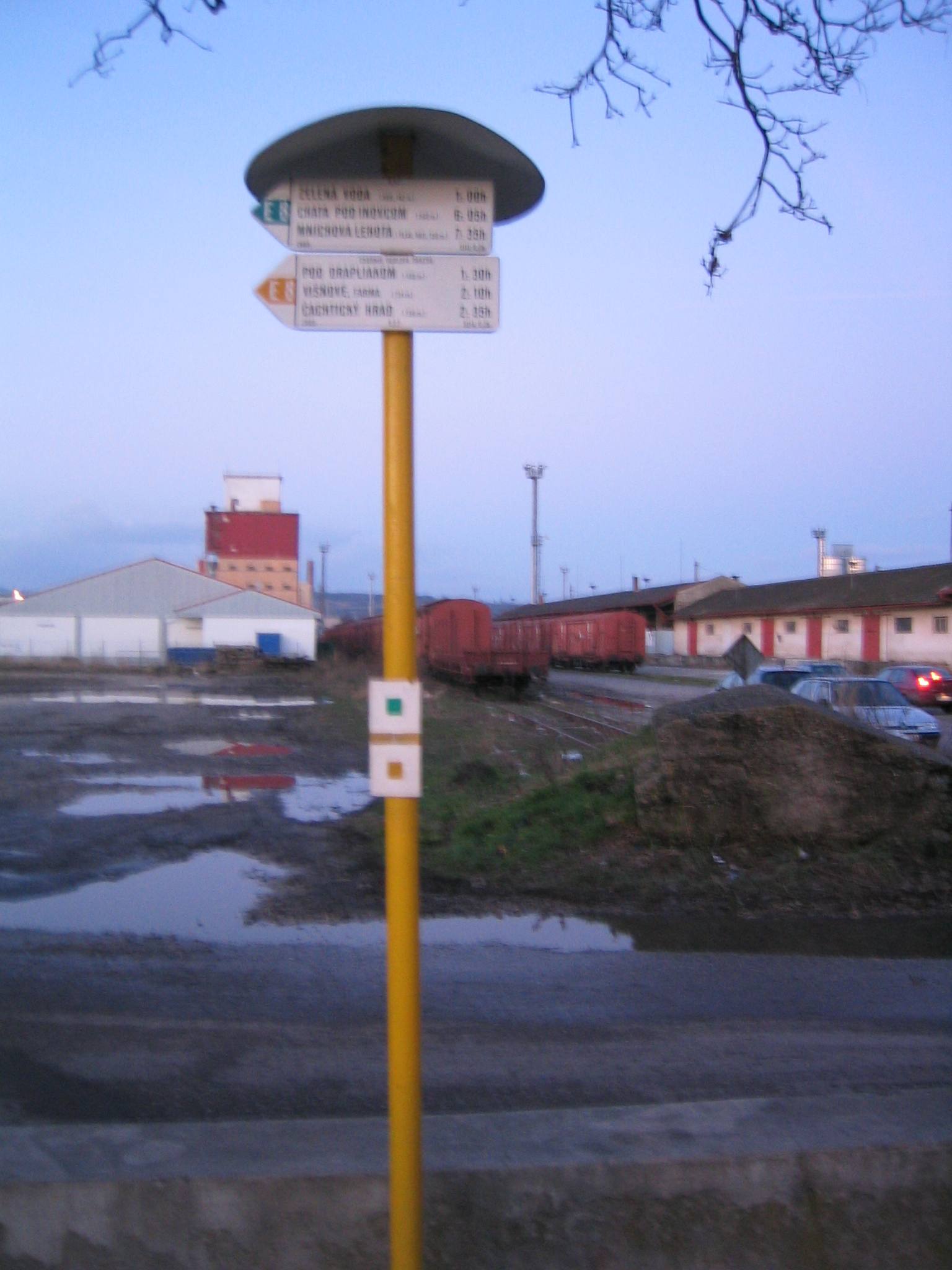
Ústřední orientace v železniční stanici v Nové Mesto nad Váhom

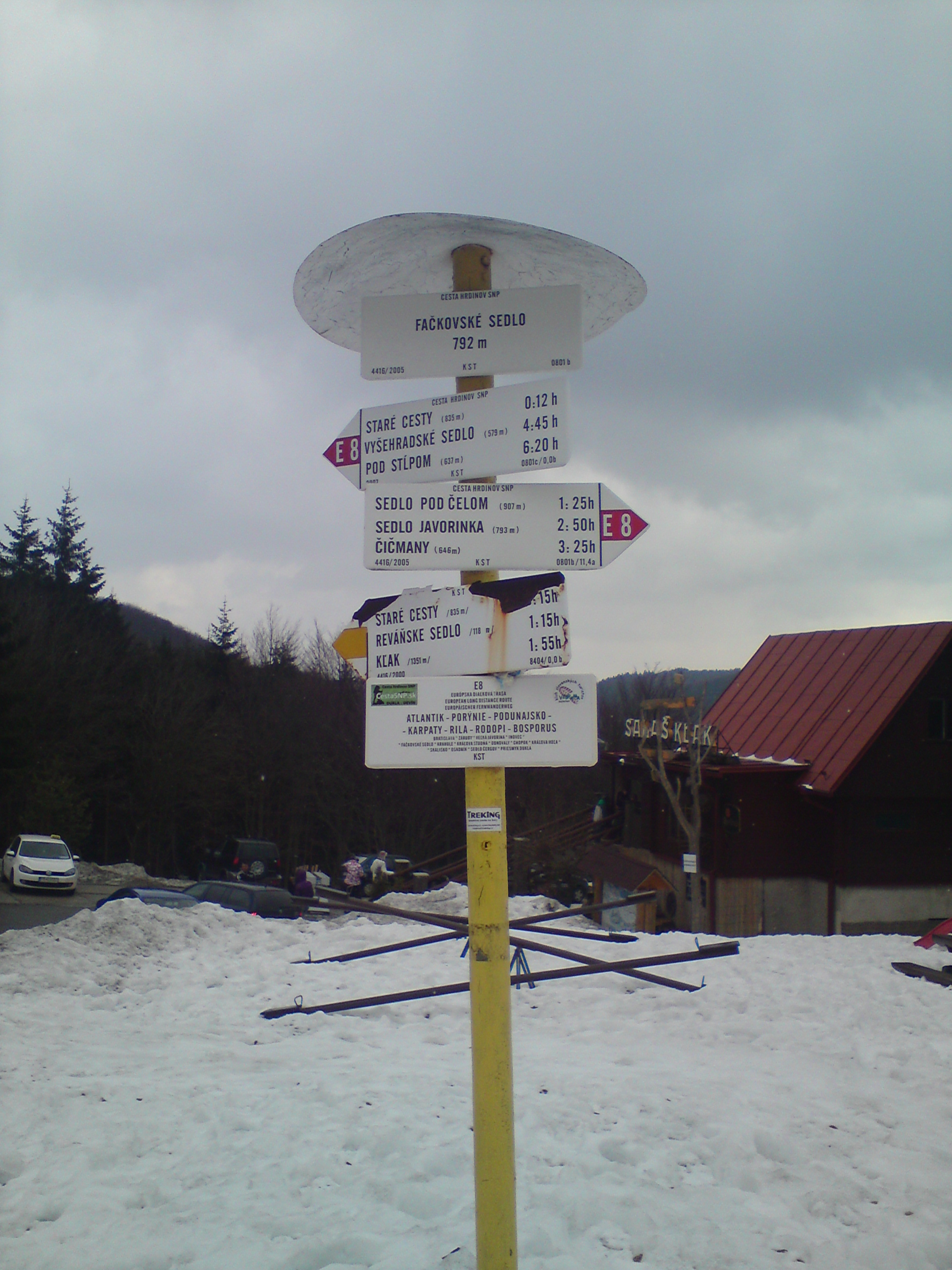
Križovatka tras s E8 ve Fačkovském sedle

- 0711 Bratislava, Petržalka, hraniční přechod A/SK – Mlynská dolina 127
- 0701 Mlynská dolina – Kamzík – Skalka, sedlo
- 0701 Skalka, sedlo – Raková, myslivna 128
- 0701 Raková, myslivna – Holubyho chata 129
- 2416 Holubyho chata – Lubina
- 5119 Lubina – Čachtický hrad
- 8114 Čachtický hrad – Nové Mesto nad Váhom
- 5111 Nové Mesto nad Váhom – Chata pod Inovcom 130
- 0705 Chata pod Inovcom – Mníchova Lehota
- 0705 Mníchova Lehota – Trenčín 107
- 0701 Trenčín – Trenčianske Teplice
- 0701 Trenčianske Teplice – Sedlo Javorinka 119
- 0801 Sedlo Javorinka – Fačkovské sedlo 119/120
- 0801 Fačkovské sedlo – Vyšehradské sedlo 120/131
- 0801 Vyšehradské sedlo – Bralová skala 131/132
- 0801 Bralová skala – Sedlo Malý Šturec 132
- 0801 Sedlo Malý Šturec – Hiadeľské sedlo 121
- 0801 Hiadeľské sedlo – Chata generála Milana Rastislava Štefánika 122
- 0801 Chata generála M. R. Štefánika – Telgárt 122/123
- 0801 Telgárt – Čuntava 123/124
- 0901 Čuntava – Skalisko 124
- 0901 Skalisko – Kloptaň 125
- 0901 Kloptaň – Kysak 136
- 0901 Kysak – Terňa 136/115
- 0901 Terňa – Hervartov 115/104
- 0901 Hervartov – Nižná Pisaná 104/105
- 0901 Nižná Pisaná – Dukelský průsmyk, hraniční přechod SK/PL 106.